# Eutelia ochricostata
Eutelia ochricostata là một loài bướm đêm trong họ Noctuidae.